# Выброс нефти из танкера «Эксон Валдиз»
Выброс нефти из танкера «Эксон Валдиз» — авария танкера компании Exxon «Эксон Валдиз». Авария произошла в четверг 23 марта 1989 года у берегов Аляски.
В результате катастрофы около 10,8 миллионов галлонов нефти (около 260 тыс. баррелей или 40,9 миллионов литров) вылилось в море, образовав нефтяное пятно в 28 тысяч квадратных километров. Всего танкер перевозил 54,1 миллиона галлонов нефти. Было загрязнено нефтью около двух тысяч километров береговой линии.
Эта авария считалась наиболее разрушительной для экологии катастрофой, которая когда-либо происходила на море, вплоть до аварии буровой установки DH в Мексиканском заливе 20 апреля 2010 года.
Район аварии был труднодоступным (туда можно добраться только по морю или на вертолётах), что сделало невозможной быструю реакцию служб и спасателей. В этом районе обитал лосось, морская выдра, тюлень и множество морских птиц. В течение первых дней после аварии нефть покрыла огромный район в заливе Принс-Уильям.

## Авария
23 марта 1989 года в 21:12 нефтяной танкер «Эксон Валдиз» отплыл из нефтяного терминала в Валдизе на Аляске и направился в Лонг-Бич, Калифорния, взяв курс на юг через залив Принс-Уильям. Танкер был полностью загружен нефтью. Лоцман провёл танкер через теснины Валдиза, после чего оставил судно и передал контроль над управлением капитану судна Джозефу Джефри Хейзлвуду, который этим вечером выпил водки. Чтобы избежать айсбергов, корабль отклонился от курса. Джозеф Хейзлвуд оповестил по рации береговую охрану, что необходимо сменить курс, чтобы избежать столкновения с небольшими айсбергами, которые дрейфовали в заливе от ледника Колумбия. Хейзлвуд спросил разрешения у Береговой охраны перейти на курс, предназначенный для прибывающих судов. Капитан получил разрешение изменить курс севернее в направлении перешейка. В 23 часа Хейзлвуд оставил рубку, передав командование третьему помощнику Грегори Коузинсу и матросу Роберту Кагану на марсе. Перед началом этой новой двенадцатичасовой вахты оба они не получили шести часов отдыха после предыдущей вахты. Судном управлял автопилот, использующий навигационную систему, установленную компанией, построившей судно. Перед тем, как пойти в свою каюту, капитан Хейзлвуд проинструктировал своего третьего помощника Грегори Коузинса: «Начать поворачивать в перешеек, как только корабль будет на траверзе острова две минуты выше». Хотя Коузинс действительно дал команду рулевому повернуть судно направо, оно не поворачивалось достаточно быстро. В 00:28 24 марта 1989 года танкер налетел на риф Блай.
Неизвестно, то ли помощник капитана дал команду слишком поздно, то ли рулевой её выполнил халатно.
Согласно официальным докладам в танках «Эксона Валдиза» находилось около 200 млн л нефти, из них 40 млн вытекло в море. Эта цифра установлена по соглашению советом штата Аляска по вопросу аварии «Эксона Валдиза», национальной администрацией по океану и атмосфере и групп по охране окружающей среды, таких как Гринпис и Клуб Сьерра. Некоторые группы, такие как «защитники дикой природы», оспаривают официальные оценки, заявляя о том, что истинных цифр не было в докладах.

## Причины инцидента
Было определено множество причин, которые привели к возникновению инцидента.
- Exxon Shipping Company не смогла осуществить надзор за капитаном судна, экипаж танкера плохо отдохнул и его было недостаточно. NTSB установил, что это вообще широко практикуется в промышленности и побудила Exxon выполнять рекомендации безопасности[9].
- Третий помощник не смог точно выполнить манёвр судна, возможно из-за усталости или чрезмерного объёма работы[9].
- Exxon Shipping Company не смогла соответствующим образом обеспечить работу радара системы предупреждения столкновений (RAYCAS) компании Raytheon. Если бы он функционировал, то предупредил третьего помощника о угрозе столкновения с рифом Блай, так как на соседней с рифом скале был установлен радарный отражатель, чтобы лодки, входящие в залив, шли по курсу.

В свете вышеизложенных выводов и других открытий, репортёр-расследователь Грег Паласт заявил в 2008 году: 

«Капитан Джо Хейзелвуд находился в каюте, отсыпаясь после веселья. Оставшийся в рубке третий помощник никогда бы не налетел на риф Блай, если бы просто посмотрел на экран радара системы RAYCAS. Но это было невозможно. Почему? А потому что радар не работал. Система RAYCAS очень дорогая в эксплуатации, и экономное руководство Exxon оставило её сломанной на весь предшествующий год до крушения.»— 
 Компания Эксон обвинила капитана в том, что танкер сел на мель.
Согласно материалам курса «Безопасность программных систем» профессора Нэнси Г. Ливсон из Массачусетсткого технологического университета есть другие причины инцидента:
- Экипажам танкеров не было известно о том, что Береговая охрана прекратила практику проводки судов мимо рифа Блай[12].
- Нефтяная промышленность обещала, но так никогда и не установила современное оборудование по наблюдению за айсбергами[12].
- Танкер Exxon Valdez отклонился от обычного курса, чтобы избежать столкновения с небольшими айсбергами, которые могли быть в этом районе[12].
- Экипаж танкера в 1989 году был вдвое меньше экипажа в 1977 году, люди работали по 12-14 часов за смену плюс сверхурочно. После заливки нефти экипаж спешил покинуть Валдиз[12].
- Береговая охрана не провела инспекции танкера, и число его обслуги было сокращено[12].
- Недостаток оборудования и людей затруднили очистку от нефти[12].

## Ликвидация последствий аварии
Первые действия по очистке заключались в использовании диспергентов, поверхностно-активных веществ и растворителей. 24 марта частная компания распыляла с вертолёта диспергент. Поскольку поверхность моря была спокойной, больших волн не было, и диспергент не перемешивался с нефтью, его использование было прекращено. Однако проверка имела относительный успех: из 113 400 л нефти образовалось 1134 л отстоя, который мог быть удалён. На ранних стадиях был проведён ликвидационный поджиг нефти, изолированной от остального региона огнестойким ограждением. Он был достаточно успешным, однако к дополнительному сжиганию нефти не стали прибегать из-за неподходящей погоды.
К механической очистке приступили сразу же после катастрофы, используя боны и скиммеры, но скиммеры не могли быть готовы раньше 24 часов, прошедших после аварии, толстый слой нефти, перемешанный с бурыми водорослями засорял оборудование.
Компания Эксон повсеместно критиковалась за вялые усилия по очистке. Джон Девенс, мэр Валдиза, заявил, что его земляки чувствовали себя преданными неадекватным ответом компании на возникший кризис. Тем не менее, Эксон потратил на мероприятия по очистке такую сумму, которая превысила какие бы то ни было расходы при предыдущих нефтяных утечках. Более 11 тысяч местных жителей штата Аляска работали вместе с сотрудниками Эксона по всему региону, пытаясь спасти окружающую среду.
Ввиду того, что в берегах залива Принс-Уильям есть множество пещер, куда стекала и собиралась нефть, её решили удалить оттуда, подавая горячую воду под высоким давлением. Однако эта мера уничтожила бактериальную популяцию береговой линии, многие из этих организмов (например, планктон) были основой пищевых цепочек береговой морской фауны, а другие (например, некоторые виды бактерий и грибов) могли разлагать нефть. В то время как научное, так и общественное мнение склонялось ко всеобщей очистке, более развивалось понимание процессов самовосстановления природной среды. Несмотря на массовые усилия по очистке, согласно данным исследования NOAA, более 98 тыс. л нефти впиталось в песчаные почвы береговой линии. Это количество сокращается по меньшей мере на 4 % ежегодно.
В 1992 году компания Эксон выпустила видеофильм под названием «Учёные и растекание нефти на Аляске». Фильм был распространён по школам с пометкой «видео для студентов». Критики заявили, что фильм плохо отражает процесс очистки от нефти.
Как кратковременные, так и долговременные последствия утечки нефти были всесторонне рассмотрены. Вскоре после аварии погибли тысячи животных, наиболее достоверные оценки определяют числа в 250 тыс. морских птиц, как минимум 2800 каланов, приблизительно 12 речных бобров, 300 тюленей, 247 белоголовых орланов и 22 косатки, также погибли миллиарды лососёвых и сельдяных икринок. Последствия разлива нефти ощущаются даже сегодня. Были отмечены сокращения численности популяции различных видов океанических животных, а также задержка роста популяции горбуши. В последующие годы отмечалась высокая смертность среди каланов и уток, поскольку они потребляют пищу из загрязнённой почвы. Остатки нефти также попадают на их мех или перья.
На протяжении почти 20 лет после аварии группа учёных университета Северной Каролины установила, что последствия длятся гораздо дольше, чем ожидалось. Команда оценила, что для восстановления некоторых видов арктических обитателей потребуется 30 лет. Компания Exxon Mobil отвергает любые заявления по этому поводу, заявляя, что они не ожидают, того, что оставшиеся фракции нефти вызовут какие-либо долговременные экологические последствия, в соответствии с 350 рецензируемыми исследованиями.

## Судебные процессы и штрафные выплаты
Иски предъявили 38 тыс. истцов. В решении по делу Бейкер против Exxon суд города Анкоридж обязал компанию выплатить 287 млн долларов за фактический ущерб и 5 млрд долларов штрафов. Сумма штрафов была равна сумме годовой прибыли компании в то время. Для того, чтобы защитить себя в случае, если приговор суда будет утверждён, компания Exxon взяла кредит в 4,8 млрд долларов у финансовой компании JPMorgan Chase. Это дало возможность компании JPMorgan создать первый современный кредитный дефолтный своп в 1994 году, так что у компании пропала нужда держать такую сумму в резерве (8 % от суммы кредита по Basel I) в случае риска дефолта компании Еххоn.
Компания обжаловала приговор в Апелляционном суде 9-го округа, который вынудил судью Рассела Холанда снизить величину штрафа до 2,5 млрд долларов. 6 декабря 2002 судья объявил, что снижает размер штрафа до 4 млрд долларов, так как по его заключению эта сумма была оправдана обстоятельствами дела и не была чрезмерно завышена. Компания вновь подала апелляционную жалобу, и дело вернулось в суд. Согласно недавнему решению Верховного суда по похожему делу Холанд увеличил сумму штрафа до 4,5 млрд плюс проценты.
После многих апелляций и слушаний в апелляционном суде 9-го округа 27 января 2006 года, решением суда от 22 декабря 2006 года размер штрафа был урезан до 2,5 млрд долларов. Апелляционный суд опирался на недавние постановления Верховного суда о пределах штрафных выплат.
Компания Exxon снова подала апелляционную жалобу. 23 мая 2007 года апелляционный суд 9-го округа отказал компании в проведении ExxonMobil третьего слушания и оставил в силе своё решение о штрафе в 2,5 млрд долларов. Компания подала апелляционную жалобу в Верховный суд США, который согласился провести слушания. 27 февраля 2008 года Верховный суд провёл 90-минутное слушание. Судья Сэмюэль Алито взял самоотвод, так как у него в то время была вложена сумма от 100 000 до 250 000 в акции Exxon. В решении от 25 июня 2008 года судья Дэвид Саутер аннулировал решение о штрафе в 2,5 млрд и возвратил дело в суд низшей инстанции, так как он нашёл, что чрезмерный размер штрафа противоречит принципам морского права. Действия компании Exxon были расценены как: «более чем небрежными, но менее чем вредоносными»." Согласно решению суда размеры штрафа были ограничены пределами выплат компенсаций, что составило 507,5 млн долларов. Некоторые законодатели, например председатель юридического комитета Сената Патрик Дж. Лихи порицал это решение как «другое в ряду случаев, когда верховный суд неправильно истолковывал намерения Конгресса в интересах больших корпораций.»
27 августа 2008 года компания согласилась выплатить сумму в 75 % от штрафа в 507,5 млн долларов. В июне 2009 года постановление федерального суда обязало компанию выплатить дополнительных 480 млн долларов процентов за их просроченные штрафные платежи.
Согласно официальной позиции компании Exxon штрафные выплаты более чем в 25 млн долларов были неоправданны, так как утечка нефти произошла в ходе несчастного случая и ввиду того, что компания потратила 2 млрд долларов на мероприятия по очистке и в дальнейшем 1 млрд долларов на урегулирование гражданских и уголовных обвинений. Адвокаты истцов заявляли, что Exxon несёт ответственность за возникновение несчастного случая, так компания «поставила пьяного за управление танкером в заливе Принс-Уильям.»
Благодаря страховым выплатам по случаю аварии танкера Эксон сумел покрыть значительную часть расходов на очистку от нефти и на услуги юристов. В 1991 году Эксон сумел договориться об отдельной выплате убытков, причинённых группе Seattle Seven (производителей пищи из даров моря) которые катастрофа нанесла промышленности морепродуктов Аляски. По соглашению группа Seattle Seven получала 63,75 млн долларов, но оговаривалось, что компании морепродуктов будут вынуждены возместить почти все штрафные убытки, по другим судебным процессам. Позднее, по решению суда штрафные выплаты Эксона должны были составить 5 млрд долларов и Seattle Seven мог бы получить большую сумму, как часть общих штрафных выплат, если бы не пришёл к сделке раньше. Другие истцы опротестовали это секретное соглашение и, когда оно всплыло на свет, судья Холланд постановил, что компании Эксон следовало с самого начала проинформировать жюри, что соглашение уже было достигнуто, таким образом жюри смогло бы точно определить, сколько Эксону придётся заплатить.

## Последствия

### Политические
В качестве ответной меры на выброс нефти Конгресс США выпустил Акт об утечке нефти 1990 года, который запрещает любому кораблю, вызвавшему после 22 марта 1989 г выброс нефти более чем в 1 млн американских галлонов нефти (3800 м³) в любой области моря заход в залив Принс-Уильям.
В апреле 1998 года компания предприняла судебный процесс против федерального правительства с целью добиться возврата танкера в воды Аляски. Компания заявила, что Акт об утечке нефти является на самом деле биллем об опале, правиле, которое нечестным образом направлено против одной компании Эксон. В 2002 году окружной суд 9-го округа вынес решение против компании Эксон. В результате в 2002 году Акт об утечке нефти не дал возможность 18 кораблям войти в залив Принс-Уильям.
Акт об утечке нефти также наметил постепенный переход к двойным корпусам, что предусматривало слой между нефтяными резервуарами и океаном. Хотя наиболее вероятно, что двойной корпус не предотвратил бы катастрофу танкера, но согласно результатам исследования Береговой охраны это, скорее всего, сократило бы утечку нефти на 60 процентов.
После аварии губернатор Аляски Стив Коупер выпустил постановление, согласно которому два буксира должны эскортировать каждый загружённый танкер, проходящий заливом Принс-Уильям до острова Хинчинбрук. Это начало осуществляться в 1990-х годах, один из буксиров был заменён на 64-метровый эскортный спасательный транспорт. Большинство танкеров, посещающих Валдиз, более не имеют одинарный корпус. Конгресс ввёл в действие закон, предписывающий к 2015 году, чтобы все танкеры были с двойным корпусом.
Международный союз рабочих нефтяной, химической и атомной промышленности, представляющий интересы почти 40 тыс. рабочих объявил о своей оппозиции бурению в национальном арктическом парке дикой природы, пока Конгресс не осуществит всеобъемлющую национальную политику в области энергии.

### Экономические
В связи с падением численности местных морских видов (особенно моллюсков, сельди и котиков) компания Chugach Alaska Corporation объявила было о своём банкротстве, но всё же смогла восстановиться.
Согласно нескольким исследованиям, профинансированным штатом Аляска, утечка нефти породила как кратковременные, так и долговременные экономические эффекты. Это упадок рекреационного спорта, рыбалки, туризма, а также уменьшение так называемого значения существования, то есть того, что для публики означал нетронутый залив Принс-Уильям.
Экономика города Кордова пострадала после катастрофы, снизившей численность лосося и сельди в районе. Несколько местных жителей, включая и бывшего мэра, покончили с собой после катастрофы.

### Прочие
Через три дня после того, как корабль сел на мель и получил пробоину, шторм разнёс свежую нефть в направлении скалистых берегов острова Найт.
Доклад, составленный командой национального американского центра реагирования подвёл итог событиям и привёл ряд рекомендаций, таким как изменения в порядке работы экипажа Эксон с целью предотвращения причин аварии.
Супертанкер «Эксон Валдиз» был отбуксирован в Сан-Диего и прибыл туда 10 июля. Ремонтные работы начались 30 июля. Было убрано и заменено 1600 американских тонн (1500 метрических тонн) стали. Ремонт обошёлся в 30 млн долларов. В июне 1990 года танкер, переименованный в «S/R Mediterranean» покинул залив. По состоянию на январь 2010 года танкер совершает рейсы, зарегистрирован в Панаме, принадлежит гонконгской компании и носит название Dong Fang Ocean.
В 2009 году капитан танкера «Эксон Валдиз» Джозеф Хейзелвуд принёс «искренние извинения» народу Аляски, заявив, что он был несправедливо обвинён в катастрофе. Он сказал: «Подлинная история — для тех, кто хочет смотреть фактам в лицо, но это не привлекательная история и это нелёгкая история».

## В популярной культуре
- В 1992 году вышел фильм «Малый вперёд: Катастрофа танкера „Эксон Валдиз“», рассказывающий об этой катастрофе.
- В постапокалиптическом фантастическом боевике 1995 года «Водный мир» отрицательные герои — «курильщики» — базируются на древнем дрейфующем супертанкере, которым оказывается «Эксон Валдиз». В результате пожара танкер тонет, загрязняя океан остатками нефти.
- В компьютерной игре Fallout 2 есть нефтеналивной танкер PMV Valdez[20] — прямая отсылка к реальному танкеру «Эксон Валдиз».
- В 8 эпизоде 1 сезона сериала «Касл» упоминается авария танкера «Эксон Валдиз». Обстоятельства аварии в эпизоде не соответствуют реальным.
- В 12 эпизоде 6 сезона мультсериала «Американский папаша!» показано, как один из главных героев сериала, инопланетянин Роджер Смит, заливает пиво в рот через воронку капитану танкера «Эксон Валдиз», причем капитан в это время находится за штурвалом.
- "Project Zomboid" в одной из предвыборных кампаний упоминается "разлив нефти у берегов Аляски с отсылкой на это происшествие.